# Plan of Campaign
Plan of Campaign (da: Plan for Kampagne) var en krigslist indført i Irland 1886-91, koordineret af irske politikere til fordel for fæstebønder hovedsageligt mod fraværende godsejere og godsejere med ublu høje lejer. Det blev lanceret som modsvar på landbrugets kvaler forårsaget af den fortsatte nedgang i prisudviklingen på malkeprodukter og kvæg fra midten 1870´erne, der havde efterladt mange fæstebønder i restance med renter. Dårligt vejr i 1885 og 1886 havde medført manglende afgrøder, der gjorde det hårdere at betale renter. Landkrigen fra de tidlige 1880´ere var ved at blusse op igen efter udsættelser og voldshandlinger greb om sig.

## Drastiske forholdsregler
Planen, der var udtænkt af Timothy Healy og organiseret af Timothy Harrington samt ministre i Irish National League, William O´Brien og John Dillon. Planen blev skitseret i en med overskriftPlan of Campaign 23. oktober 1886 i ligaens avis, The United Irishman hvor O´Brien var redaktør. Formålet med planen var at sikre en reduktion i renter, når fæstebønder mente sig overbebyrdet af renter grundet dårlig høst: – hvis godsejeren nægtede en reduceret rente, skulle fæstebonden ingen rente betale. Renterne skulle så samles sammen af kampagnefolk, der satte dem ind i den nationale Ligas bank i en fond, der skulle bruges til støtte for udsatte fæstebønder der havde risikeret udsættelse i håbet om hurtige retfærdige renter til genindsættelse.

## Parnells Dilemma
Tekst mangler, hjælp os med at skrive teksten

## Tvangsloven
Tekst mangler, hjælp os med at skrive teksten

## Det ny Tipperary
Tekst mangler, hjælp os med at skrive teksten

## Princippernes Sejr
Tekst mangler, hjælp os med at skrive teksten

## Udfald
Tekst mangler, hjælp os med at skrive teksten